# Roze poederparasol
De roze poederparasol (Cystolepiota moelleri) is een meercellige schimmel behorende tot de familie Agaricaceae. Deze soort staat op de Nederlandse rode lijst met als status gevoelig.
De soort werd in 1918 voor het eerst benoemd door Rea met de wetenschappelijke naam Lepiota rosea. Bon plaatste de soort in 1976 in het geslacht Cystolepiota. De naam Cystolepiota rosea was in 1969 door Rolf Singer echter al gepubliceerd voor een andere soort. Knudsen publiceerde om die reden in 1978 het nomen novum Cystolepiota moelleri voor dit taxon. Om dezelfde reden publiceerde M.M. Moser het nomen novum Cystolepiota rosella voor de soort, eveneens in 1978 maar later dan Knudsen dit deed.

## Synoniemen
- Lepiota rosea Rea (1918)
- Cystolepiota rosea (Rea) Bon (1976)
- Cystolepiota moelleri Knudsen, nom. nov. (1978)
- Cystolepiota rosella M.M. Moser, nom. illeg. (1978)